# Anna Marie Pyle
Anna Marie Pyle (* 1963) ist eine US-amerikanische Biochemikerin und Biophysikerin an der Yale University.

## Leben und Wirken
Pyle erwarb an der Princeton University ihren Bachelor und 1990 bei Jacqueline K. Barton an der Columbia University einen Ph.D., jeweils in Chemie. Als Postdoktorandin arbeitete sie bei dem Nobelpreisträger Thomas Cech an der University of Colorado Boulder.
Ihre erste Professur und eigene Forschungsgruppe hatte Pyle ab 1992 an der Columbia University, 2002 wechselte sie an die Yale University. Hier ist sie (Stand 2023) Sterling Professor für Molekularbiologie, Zellbiologie und Entwicklungsbiologie. Seit 1997 forscht Pyle zusätzlich für das Howard Hughes Medical Institute (HHMI).
Pyle und Mitarbeiter untersuchen Funktion und Struktur der RNA, insbesondere wie RNA von Enzymen (z. B. ATPasen) erkannt wird, oder selbst-splicende Introns und andere nichtcodierende Ribonukleinsäuren aufgebaut sind.
Anna Marie Pyle gehört oder gehörte zu den Herausgebern von Methods in Enzymology, The RNA Journal, Journal of Molecular Biology,  Current Opinion in Structural Biology und Nucleic Acids Research. Sie hat laut Google Scholar einen h-Index von 83, laut Datenbank Scopus einen von 67 (Stand jeweils Oktober 2023).

## Auszeichnungen (Auswahl)
- 2005 Mitglied der American Academy of Arts and Sciences[4][5]
- 2007 Fellow der American Association for the Advancement of Science
- 2019–21 Präsidentin der RNA Society
- 2023 Mitglied der National Academy of Sciences[6]